# Los Sims 2: jóvenes urbanos
Los Sims 2: Jóvenes Urbanos (Accesorios) es el sexto pack de accesorios de la saga de Los Sims 2. Incluye unos 60 nuevos objetos. Este pack fue lanzado el 14 de noviembre de 2007 para la versión PC.

## Novedades
- Nueva ropa.
- Tres nuevas colecciones de objetos (Entre ellos Suelos, Paredes, Puertas, etc.)

Al tratarse de un pack de accesorios, se necesita tener instalado Los Sims 2, Los Sims 2 Edición DVD, Los Sims 2 Edición Navideña o Los Sims 2 Deluxe.
Hay tres temas bien diferentes:
Niños bien:
- Tu chica de sociedad te exigirá su sueño reparador todas las noches en una cama de lujo para luego quedar hecha un pincel, previo paso por su estiloso tocador.
- Un armario con delicado tallado es perfecto para tu adolescente vividora, porque así sus vaqueros de diseño y otros accesorios de moda estarán siempre impecables.
- Las niñas Sim podrán dedicarse a la vida contemplativa con sus monísimos pijamas compuestos por una cuca camisetilla y shorts con zapatillas de felpa a juego.
- Si conoces las reglas de transformar a tus sims en chicas populares y no sabiondas, ahora puedes agregar esos objetos rosas que muestran como se esfuerzan en adueñarse de la atención de todos.

Deportista extremo:
- Decora en plan cool la habitación de tu Sim con tablas de skate y de surf para colgar en la pared y así conseguirás reflejar un estilo de vida relajado pero movidito.
- Ponles bermudas color caqui y otras prendas molonas perfectas para andar tirado por casa.

Góticos:
- Transforma la habitación de tu Sim gótico en un reflejo de su alma oscura, con muebles lúgubres como un aparador rojo y negro y sillas forradas de tela aterciopelada.
- Llena su armario de accesorios rebeldes y sombríos como hebillas, cinturones y botas militares para él y cuero, tatuajes y redecillas de pescar para ella.

### Oficiales
- Sitio oficial de Los Sims 2 (en inglés)
- Sitio oficial de Los Sims (en español)
- Sitio oficial de Los Sims 2 (en español)

### Otros
- Web oficial de PEGI

- Datos: Q5980365